# Ганатра, Нитин
Нитин Чандра Ганатра (англ. Nitin Ganatra, родился 30 июня 1967 года) — британский актёр, наиболее известен по роли Масуда Ахмеда в телесериале на канале BBC «Жители Ист-Энда» ( 2007–2019), за которую он получил премию British Soap Awards.

## Ранние годы и личная жизнь
Нитин родился 30 июня 1967 года в Кении. Обе его семейные линии происходят из Гуджарата, Индия, как было рассказано в документальной передаче 2013 года «Родословная семьи». Его прадед прибыл в Кению в конце 1890-х годов в качестве одного из 32 000 рабочих, нанятых по контракту для строительства Угандийской железной дороги, после завершения строительства он остался жить и завел семью в Кении.
После того, как в 1971 году Кения обрела независимость от Великобритании, Нитин, которому было 3 года, переехал со своей семьей в Ковентри, Англия.
Нитин получил среднее образование в школе Ковентри "Coundon Court", окончил общественный колледж, затем изучал театрально искусство, кино и телевидение в Бристольском университете.
17 июля 2004 года Нитин и Мира Такрар вступили в брак. Они живут в Северном Лондоне и у них двое детей. В 2022 году во время Новогоднего награждения Нитин был удостоен ордена Британской империи (OBE) за заслуги в области актерского мастерства и театра.

## Карьера
Нитин известен своей ролью принца Пондичерри в фильме Тима Бёртона «Чарли и шоколадная фабрика», также он снимался в роли Холи Сааба в фильме Гуриндера Чадхи «Невеста и предрассудки», в фильме «Принцесса специй» сыграл Харуна. Также Нитин снимался в сериалах и эпизодических ролях, он сыграл роль Дев Раджа в сериале «Mumbai Calling», роль доктора Анвара в сериале от студии Netflix «Уэнздей», снялся в роли Мартина Сопера в сериале от BBC «Двадцать двенадцать», также сыграл в британском драматическом сериале «Государство», появился в сериале «Самая плохая ведьма», а также британской мыльной опере «Врачи».

#### Жители Ист-Энда
16 октября 2007 года Нитин начал играть постоянного персонажа Масуда Ахмеда в сериале на канале BBC One «Жители Ист-Энда» и окончательно покинул шоу в 2019 году. На церемонии British Soap Awards в 2009 году он выиграл номинацию вместе с Ниной Вадиа в категории лучшее экранное партнерство, а в 2010 был номинирован на премию «Лучший актер».

## Фильмография
| Год  | Название                   | Персонаж          |
| ---- | -------------------------- | ----------------- |
| 1990 | Искренне, безумно, сильно  | Призрак           |
| 1996 | Тайны и ложь               | Потенциальный муж |
| 2002 | Стрелки                    | Аджай             |
| 2004 | Невеста и предрассудки     | Холи Сааб         |
| 2004 | Джим с Пиккадилли          | Бандже Сингх      |
| 2005 | Чарли и шоколадная фабрика | Принц Пондичерри  |
| 2005 | Принцесса специй           | Харун             |
| 2007 | Охота Ханта                | Индийский офицер  |
| 2008 | Ловкач                     | Рез               |
| 2019 | Хеллбой                    | Август Свейн      |
| 2024 | Seize Them!                | Витгар Пекарь     |

## Телевидение
| Год        | Название                  | Персонаж               | Примечания                                           |
| ---------- | ------------------------- | ---------------------- | ---------------------------------------------------- |
| 1996       | Ловцы воров               | Доктор                 | Эпизод: «No One Likes to See That»                   |
| 1999; 2006 | Чисто английское убийство | Г-н Чаудури; Чарли Мэй | Эпизод: «Makeover»; Эпизод: «Honour Amongst Thieves» |
| 2007–2019  | Жители Ист-Энда           | Масуд Ахмед            | Регулярная роль; 763 эпизода                         |
| 2007–2008  | Mumbai Calling            | Дев Раджа              |                                                      |
| 2011       | Двадцать двенадцать       | Мартин Сопер           | Эпизод: «Римские останки»                            |
| 2013       | Родословная семьи         |                        | Сезон 10, эпизод 7                                   |
| 2017       | Государство               | Мунир Хоссейн          | 2 эпизода                                            |
| 2020       | Самая плохая ведьма       | Мистер Дейзи           | Сезон 4 , 7 серий                                    |
| 2022       | Уэнздей                   | Доктор Анвар           | Эпизод: «Woe What a Night»                           |
| 2023       | Врачи                     | Камиль Разак           | Эпизод: «Hearts and Minds»                           |
| 2024       | Задача трёх тел           | Ранджит Варма          | Эпизод: «Destroyer of Worlds»                        |